# Zapasy na Igrzyskach Panarabskich 1992
Zapasy na igrzyskach panarabskich w 1992 odbywały się w dniach 6 – 9 września w Damaszku.

## Tabela medalowa
|   | Państwo          |    |    |    | Razem: |
| - | ---------------- | -- | -- | -- | ------ |
| 1 | Syria            | 13 | 3  | 4  | 20     |
| 2 | Egipt            | 7  | 5  | 6  | 18     |
| 3 | Tunezja          | 0  | 6  | 8  | 14     |
| 4 | Jordania         | 0  | 2  | 0  | 2      |
|   | Jemen            | 0  | 2  | 0  | 2      |
| 6 | Algieria         | 0  | 1  | 1  | 2      |
| 7 | Palestyna        | 0  | 1  | 0  | 1      |
| 8 | Arabia Saudyjska | 0  | 0  | 1  | 1      |
|   | razem:           | 20 | 20 | 20 | 60     |

## Wyniki mężczyźni

### styl klasyczny
| Waga   | Złoto:                            | Srebro:                  | Brąz:                       |
| 48 kg  | Mohamed Hassoun                   | Abdoullah Hassan Elazary | Nadżib Ahmad                |
| 52 kg  | Abdel Aziz Elsebaie               | Giyad Elcherif           | Nabil Salihi                |
| 57 kg  | Chalid al-Faradż                  | Jameleddine Belhaj       | Madżdi Mahmud Jusuf         |
| 62 kg  | Nader Al Sebaie                   | Kajawer Saied            | Ahmad Kamil Muhammad Husajn |
| 68 kg  | Husam ad-Din Hamid                | Mohammed Elalay          | Ahmed Elsagher              |
| 74 kg  | Zouheir Al-Balah                  | Muhammad al-Chudari      | Jusuf Bukirra               |
| 82 kg  | Muhji ad-Din Abd al-Haris Ramadan | Nasser Altahan           | Lotfi Tebessi               |
| 90 kg  | Mustafa Abd al-Haris Ramadan      | Ben Abdelaziz Riad       | Mohammad Al-Haiek           |
| 100 kg | Kamal Ibrahim                     | Muhammad Nawwar          | Arfat Radwan                |
| 130 kg | Hassan Ramdoun                    | Umran al-Ajjari          | Hasan al-Haddad             |

### styl wolny
| Waga   | Złoto:                       | Srebro:                  | Brąz:               |
| 48 kg  | Mohamed El-Messouti          | Abdoullah Hassan Elazary | Hassen Mastouri     |
| 52 kg  | Yacin Orabi                  | Ala Abd asz-Szafi        | Hatem Romdhani      |
| 57 kg  | Badei Rihani                 | Madżdi Mahmud Jusuf      | Hatem Boukottaya    |
| 62 kg  | Mahmoud Shetaiwi             | Omar Eldakashi           | Tarik Ibrahim       |
| 68 kg  | Ahmad Al-Aosta               | Alde Hakim Snena         | Sabir Ahmad Hafiz   |
| 74 kg  | Muhammad al-Chudari          | Lotfi Tebessi            | Mohammad Al-Khanati |
| 82 kg  | Mohamed Zayar                | Muhammad Salih           | Abdel Hamid Darmoul |
| 90 kg  | Mustafa Abd al-Haris Ramadan | Jalal Baker              | Mansour Batich      |
| 100 kg | Ali Dżabr                    | Kasem Hazima             | Ahmad Al-Shamy      |
| 130 kg | Samer Kashour                | Kamal Ibrahim            | Umran al-Ajjari     |